# جورج واشنطن كاس
جورج واشنطن كاس (بالإنجليزية: George Washington Cass)‏ هو عسكري أمريكي، ولد في 12 مارس 1810، وتوفي في 21 مارس 1888.